# (3483) Светлов
(3483) Светлов (лат. Svetlov) — типичный астероид главного пояса, открыт 16 декабря 1976 года советским астрономом Людмилой Черных в Крымской астрофизической обсерватории и 27 августа 1988 года назван в честь советского поэта, драматурга и журналиста Михаила Светлова.

## Обнаружение и именование
(3483) Светлов
Открыт 16 декабря 1976 года в Научном Л. И. Черных.
Назван в память о советском поэте и драматурге Михаиле Аркадьевиче Светлове (1903—1964).
Оригинальный текст (англ.)3483 Svetlov
Discovered 1976-12-16 by Chernykh, L. at Nauchnyj.
Named in memory of the Soviet poet and dramatist Mikhail Arkad'evich Svetlov (1903—1964).
Источники: DISCOVERY.DB; M.P.C. 13481.

## Орбита

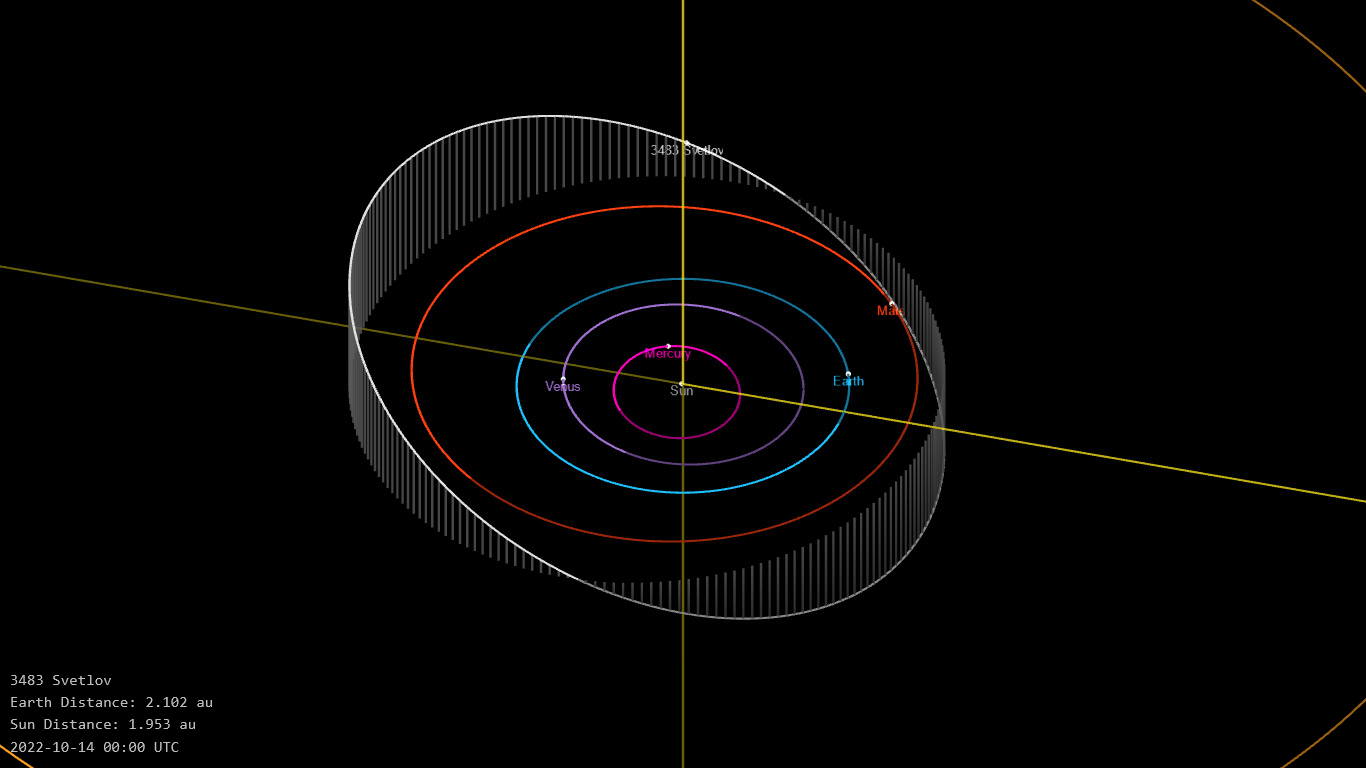
Орбита астероида Светлов и его положение в Солнечной системе

## Физические характеристики
Из наблюдений космического телескопа NEOWISE следует, что астероид относится к таксономическому классу E, а из наблюдений телескопа VISTA — к классу U.
По результатам наблюдений в видимом и ближнем инфракрасном диапазоне космического телескопа NEOWISE диаметр астероида сначала оценивался равным 2,916±0,070 км, позже — 2,433±0,542 км. Согласно тем же источникам альбедо оценивается как 0,8267±0,0628 и 1,000±0,075.